# Władysław Rybakowski
Władysław Rybakowski (ur. 22 maja 1885 r. w Krotoszynie, zm. 24 listopada 1952 r. w Poznaniu) – działacz społeczny i polityczny, jeden z przywódców Powstania Wielkopolskiego w Krotoszynie.

## Życiorys
Urodził się w rodzinie cieśli Wawrzyńca i Marianny z Borowińskich. Po ukończeniu szkoły powszechnej uczył się zawodu kowala.
Od marca 1908 roku był naczelnikiem krotoszyńskiego gniazda „Sokoła”. W czasie I wojny światowej powołany do armii pruskiej, służył w artylerii, osiągnął stopień sierżanta.
24 grudnia 1918 r. wrócił do Krotoszyna. Wieczorem 1 stycznia 1919 r. kierował brawurową akcją zdobycia koszar niemieckich w Krotoszynie. W wyniku tego działania zdobyto znaczne ilości broni i amunicji. Broń ta okazała się przydatna w czasie akcji wyzwolenia i utrzymania Krotoszyna, a także odcinka granicznego pomiędzy Zdunami i Cieszkowem.
Po utworzeniu w lutym 1919 r. Żandarmerii Konnej w powiecie krotoszyńskim (funkcjonującej w strukturach Żandarmerii Krajowej Sił Zbrojnych w byłym zaborze pruskim) w stopniu wachmistrza, został zastępcą dowódcy oddziału. 
W okresie międzywojennym i podczas okupacji hitlerowskiej pracował w zawodzie kolejarza i służył w straży pożarnej. 
Przez całą wojnę przechowywał orła z pomnika Józefa Piłsudskiego w Krotoszynie oraz tablice upamiętniającą Powstanie wielkopolskie.
Spoczywa na cmentarzu w Krotoszynie.

## Działalność publiczna
Był członkiem Związku Powstańców Wielkopolskich, autorem rękopiśmiennych wspomnień ze swego udziału w powstaniu.
Honorowy członek krotoszyńskiego „Sokoła”.

## Działalność artystyczna
Autor kilku amatorskich sztuk scenicznych, które wystawiał i reżyserował na scenie Bazaru krotoszyńskiego oraz piosenek śpiewanych przez powstańców.

## Rodzina
Dwukrotnie żonaty: z Agnieszką z Jankiewiczów (zm. 1926) - dzieci: Kazimierz (1920-1991), Czesława (Serek-Mizera, 1914-1988) i z Zuzanną Zofią z Szymkowiaków (1901-1972) - dzieci: Barbara (Płócienniczak, 1928-1989), Józef (1935- 1991), Roman (1940-2000).
Jego wnukiem jest Janusz Rybakowski (ur. 1946), zaś prawnukiem Filip Rybakowski (ur. 1973) – oboje są profesorami psychiatrii na  poznańskim Uniwersytetem Medycznym.

## Odznaczenia
Odznaczony m.in.: Odznaką „Powstańcowi Broni Wdzięczna Wielkopolska”, Mieczami Hallerowskimi, Medalem Dziesięciolecia Odzyskanej Niepodległości, Medalami: brązowy, srebrnym i złotym Za Zasługi dla Pożarnictwa.
23 lutego 2012 roku uchwałą Rady Miejskiej Krotoszyna rondo przy skrzyżowaniu ulic Łąkowej i Bolewskiego zostało nazwane imieniem Władysława Rybakowskiego.

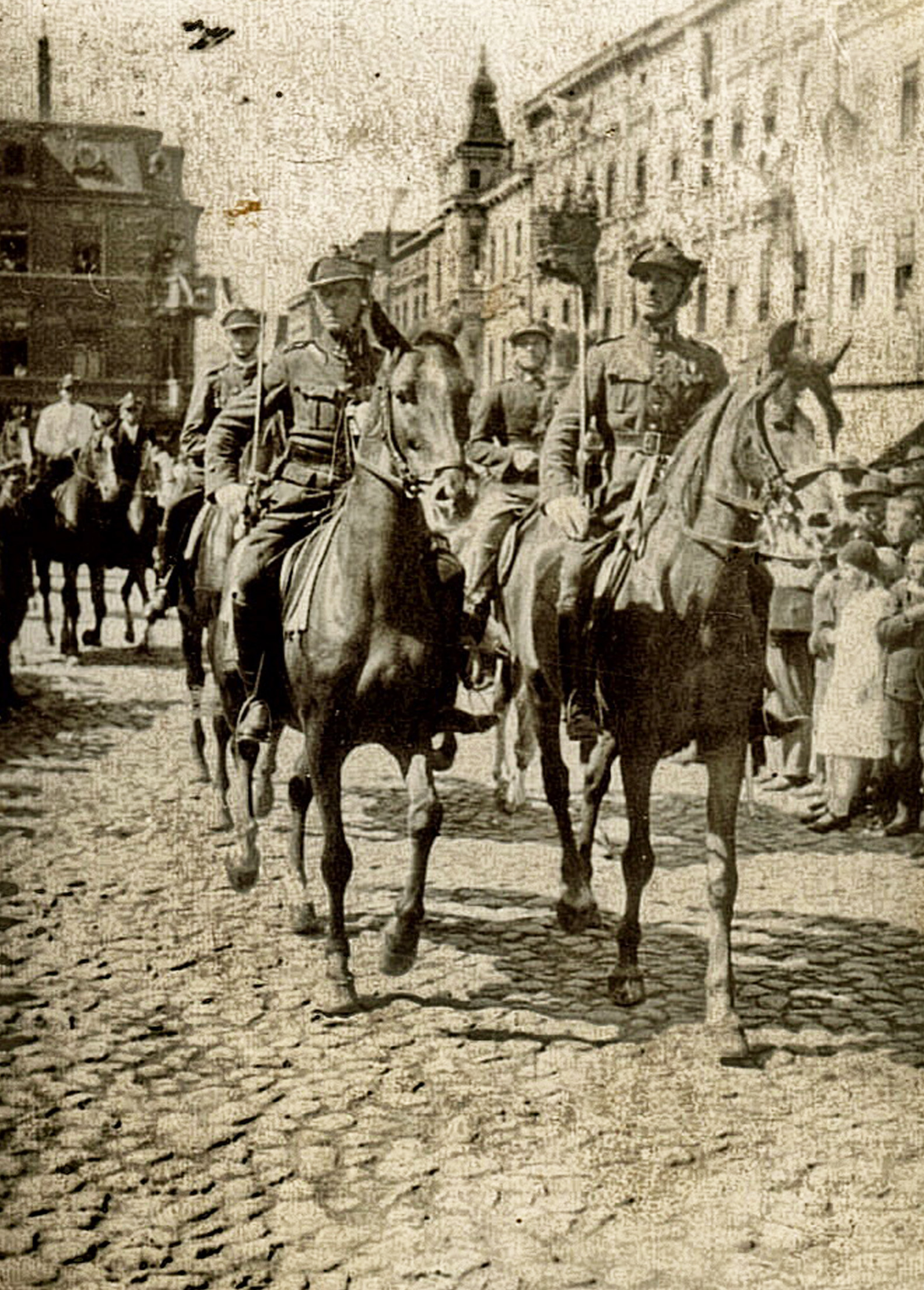
Konny Oddział Żandarmerii Powstańczej na rynku w Krotoszynie (na czele, z prawej dowódca Andrzej Kot, po lewej zastępca Władysław Rybakowski)
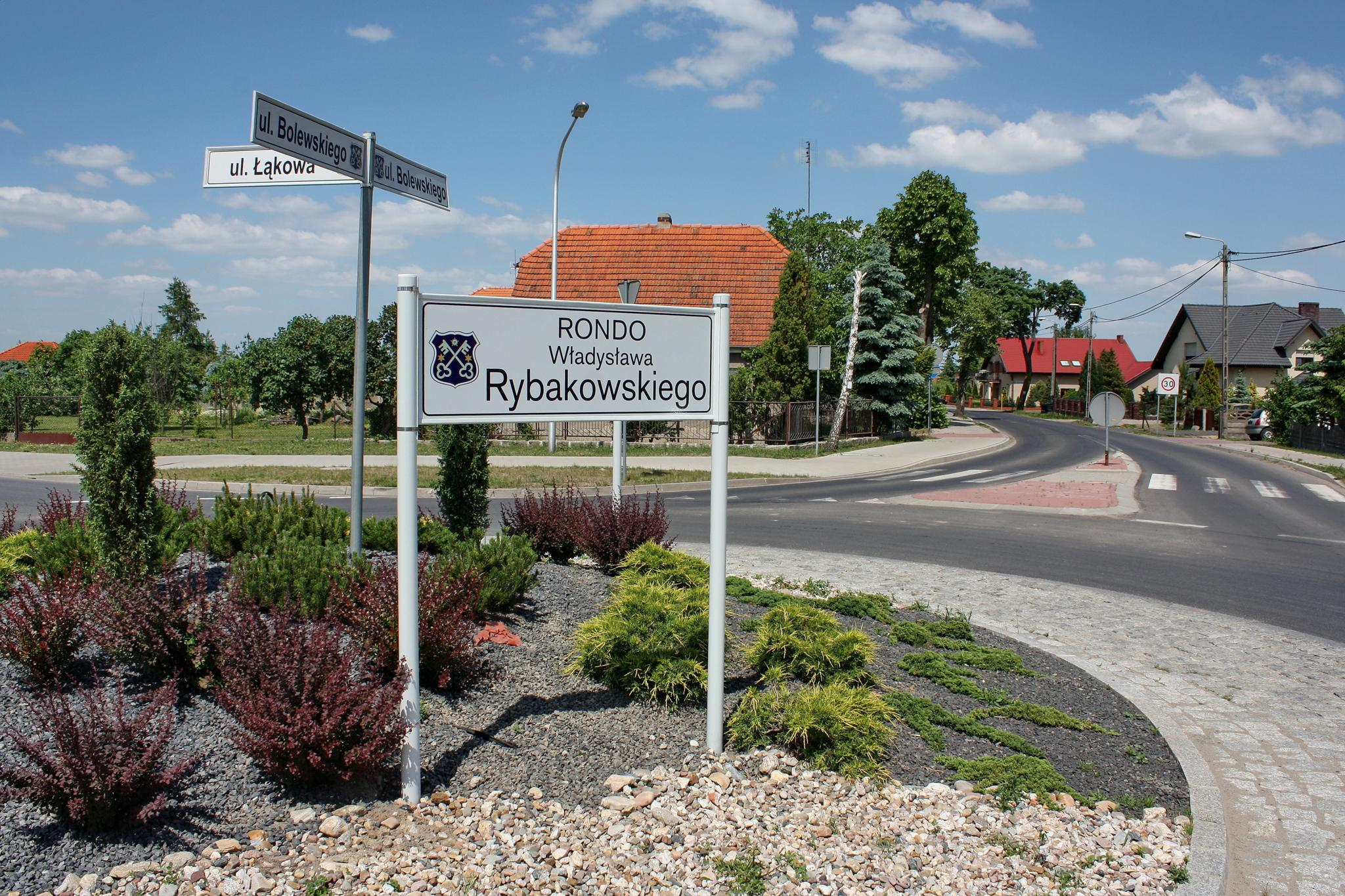
Rondo Rybakowskiego w Krotoszynie